# Úlfar Þórðarson
Úlfar Þórðarson (Reykjavík, 2 agosto 1911 – Reykjavík, 28 febbraio 2002) è stato un pallanuotista islandese che ha partecipato alle Olimpiadi estive del 1936.
Nel 1963 è stato il presidente fondatore di "Fuglavernd", una organizzazione per la conservazione degli uccelli.